# Verlorenes Leben
Verlorenes Leben è un film del 1976 diretto da Ottokar Runze.